# Port Jervis
Port Jervis ist eine US-amerikanische Stadt im Orange County des Bundesstaats New York.
Das U.S. Census Bureau ermittelte bei der Volkszählung 2020 eine Einwohnerzahl von 8775.  
Port Jervis war Teil der frühen Industriegeschichte in New York, ein Punkt für die Verschiffung von Kohle zu großen Märkten im Südosten per Kanal und später per Eisenbahn. Die Einwohner hatten bis 1970 einen Personenfernverkehr mit der Eisenbahn. Die Umstrukturierung der Eisenbahnen führte zu einem Rückgang der Bevölkerung und der wirtschaftlichen Aktivität in der Stadt.

## Geografie
Port Jervis liegt am Nordufer des Delaware River an der Einmündung, wo der Neversink River – der größte Nebenfluss des Delaware – in den größeren Fluss mündet. Port Jervis ist durch die Mid-Delaware Bridge über den Delaware mit Matamoras in Pennsylvania verbunden. Port Jervis liegt in der Nähe der Berührungspunkte der Staaten New York, New Jersey und Pennsylvania.

## Geschichte
Die erste voll entwickelte europäische Siedlung in der Gegend wurde um 1690 von niederländischen und englischen Kolonisten gegründet, und am 14. Oktober 1697 wurde eine Landzuweisung von 1200 Acres (490 ha) formalisiert. Die Siedlung war ursprünglich als Mahackamack bekannt, nach einem Wort der Lenape. Sie wurde 1779 während des Amerikanischen Unabhängigkeitskrieges von britischen und Mohawk-Truppen unter dem Kommando des Mohawk-Führers Joseph Brant vor der Schlacht von Minisink überfallen und niedergebrannt. In den nächsten zwei Jahrzehnten bauten die Bewohner die Siedlung wieder auf. Sie bauten weitere Straßen, um Mahackamack besser mit den östlichen Teilen des Orange County zu verbinden.
Nachdem 1828 der Delaware and Hudson Canal eröffnet wurde, der den Transport von Kohle aus dem nordöstlichen Pennsylvania nach New York und Neuengland über den Hudson River ermöglichte, zog der Handel Geld und weitere Entwicklung in die Gegend. 1853 wurde die Siedlung als ein Dorf gegründet. Mitte des 19. Jahrhunderts wurde es in Port Jervis umbenannt, nach John Bloomfield Jervis, dem Chefingenieur des D&H-Kanals. Port Jervis wuchs bis in die 1900er Jahre stetig und wurde am 26. Juli 1907 zur Stadt.

## Demografie
Nach der Volkszählung von 2010 leben in Port Jervis 8828 Menschen. Die Bevölkerung teilt sich 2019 auf in 72,6 % nicht-hispanische Weiße, 6,1 % Afroamerikaner, 0,1 % amerikanische Ureinwohner, 3,4 % Asiaten und 2,7 % mit zwei oder mehr Ethnizitäten. Hispanics oder Latinos machten 14,0 % der Bevölkerung aus. Das mittlere Haushaltseinkommen lag 2017 bei 49.077 US-Dollar und die Armutsquote bei 18,0 %.

## Wirtschaft
Im 21. Jahrhundert, vom späten Frühjahr bis zum frühen Herbst, kommen viele Tausende von Reisenden und Touristen durch Port Jervis auf ihrem Weg zum Genießen von Rafting, Kajakfahren, Kanufahren und anderen Aktivitäten in der Delaware Water Gap National Recreation Area und dem Upper Delaware Scenic and Recreational River und der Umgebung. Die Stadt bietet daneben eine Reihe von historischen Sehenswürdigkeiten.

## Söhne und Töchter
- Charles Van Enger (1890–1980), Kameramann
- Dan Collette (1954–2019), Musiker
- Stefanie Dolson (* 1992), Basketballspielerin

## Bilder

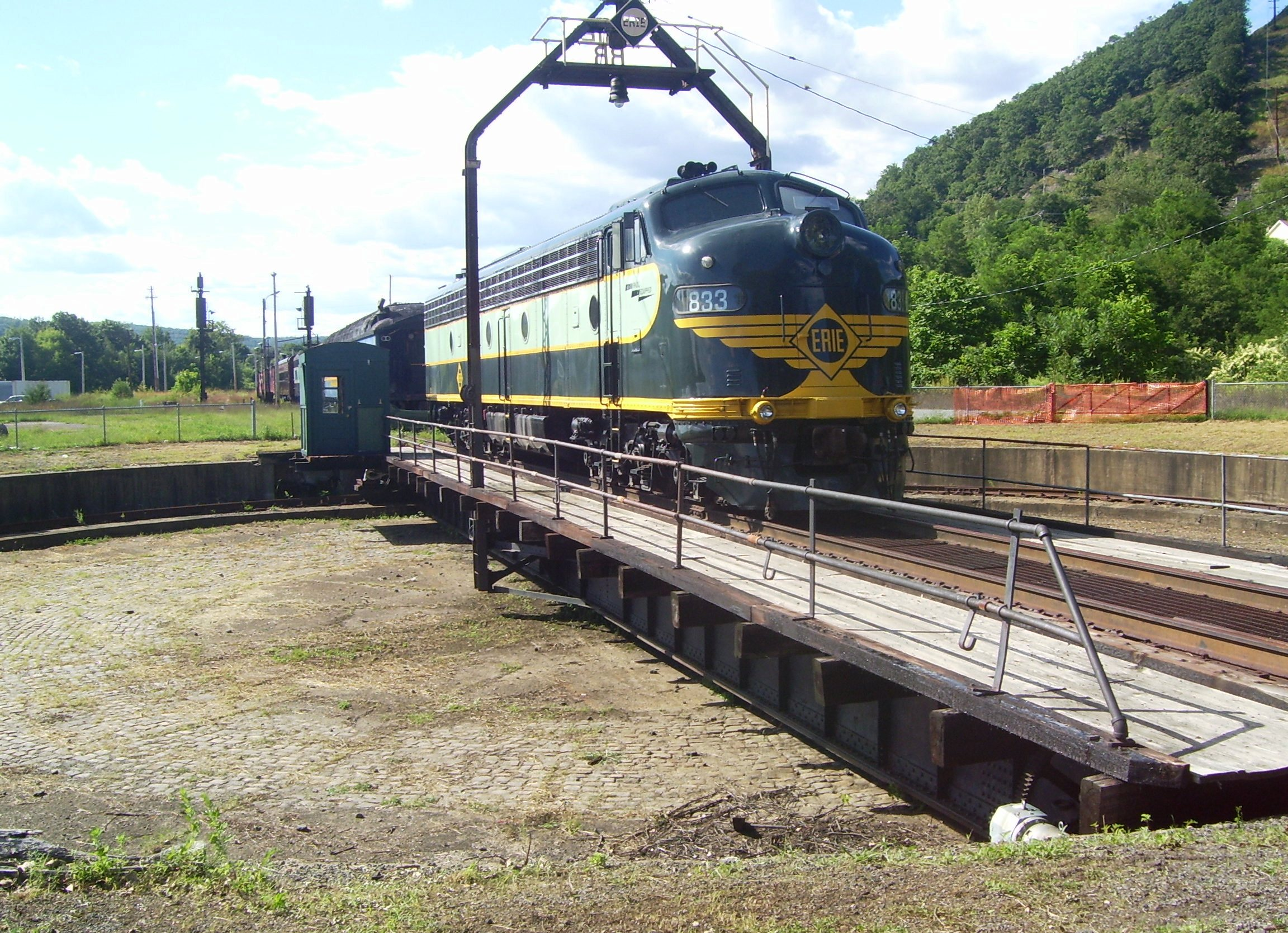
Eisenbahndrehscheibe in Port Jervis
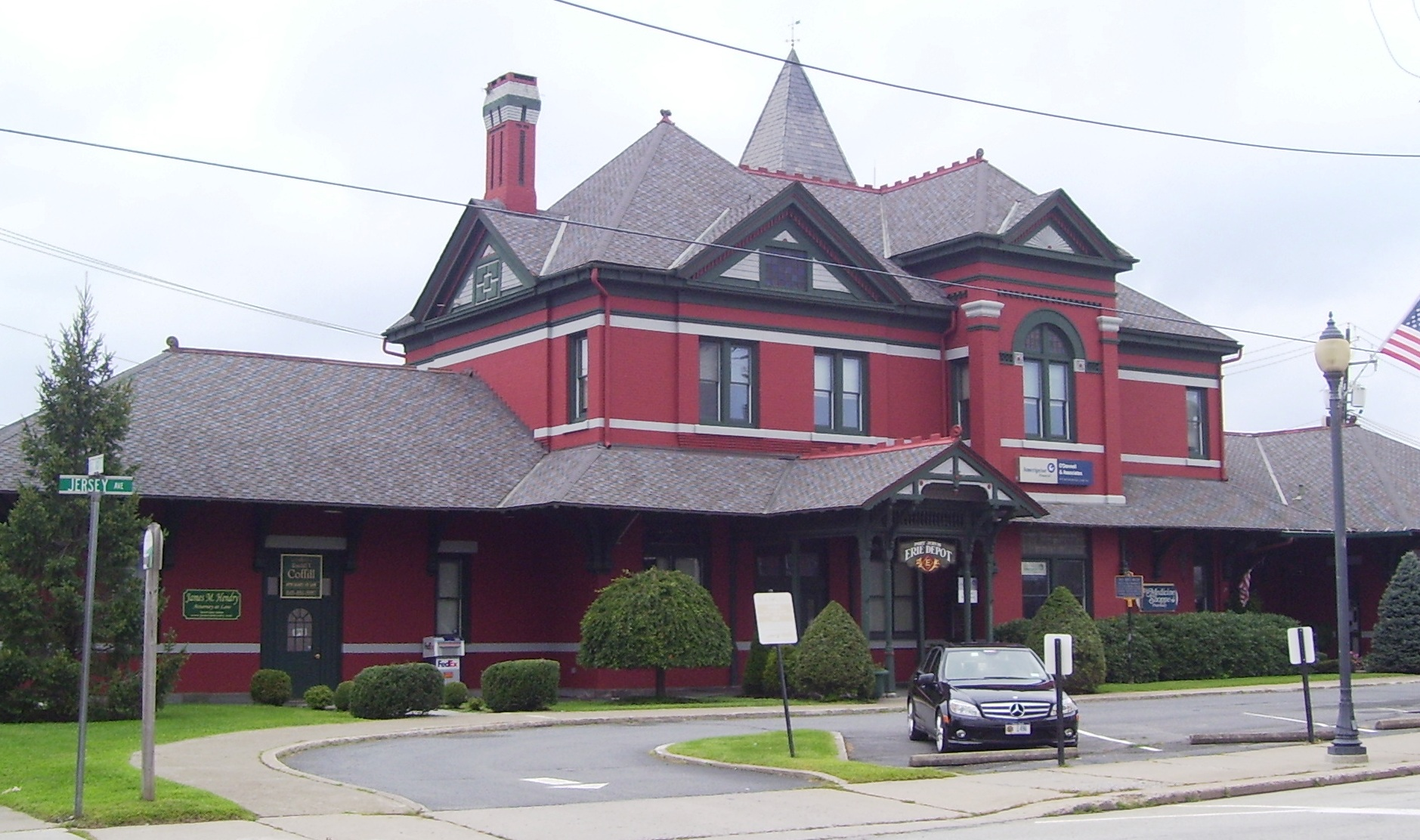
Ehemaliger Bahnhof
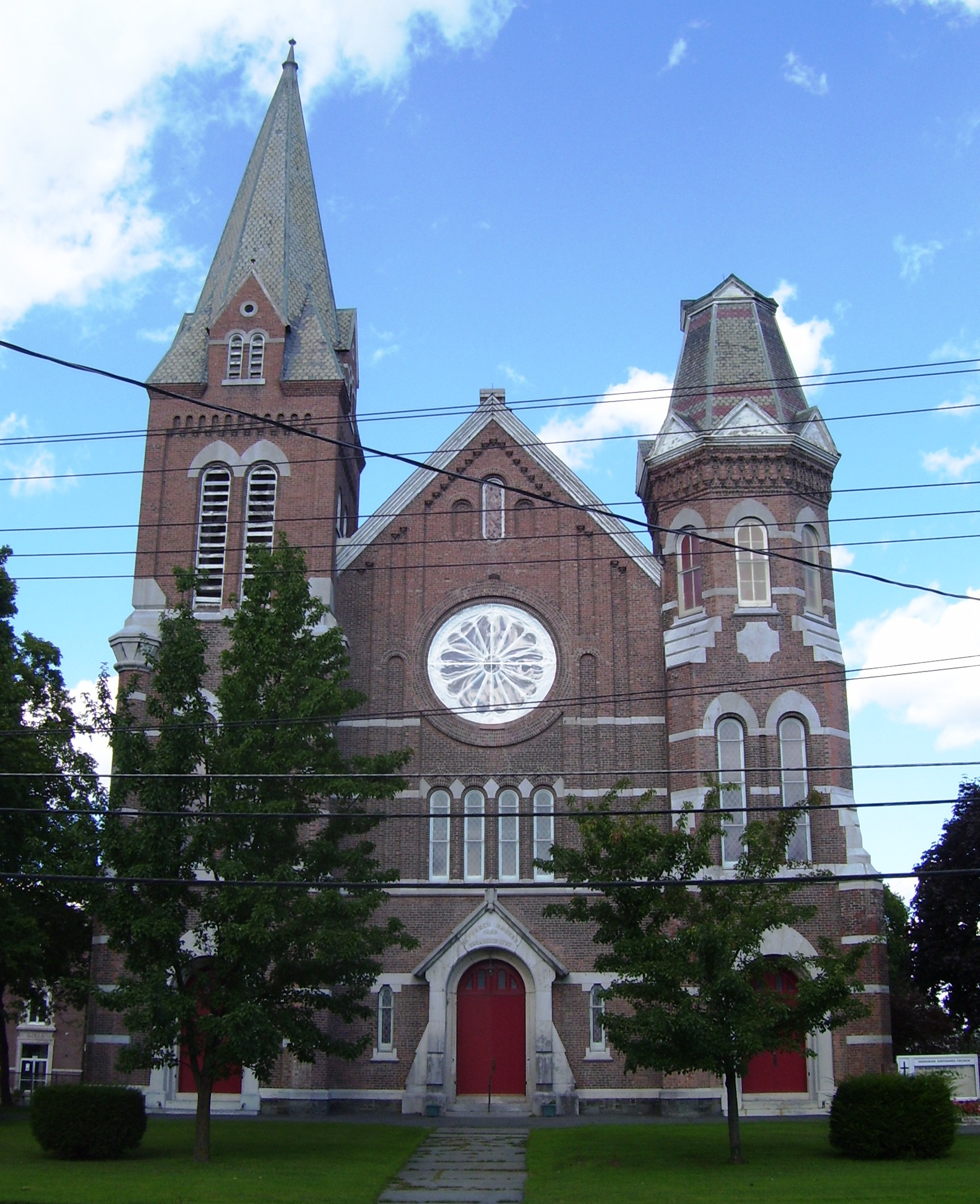
Deerpark Reformed Church
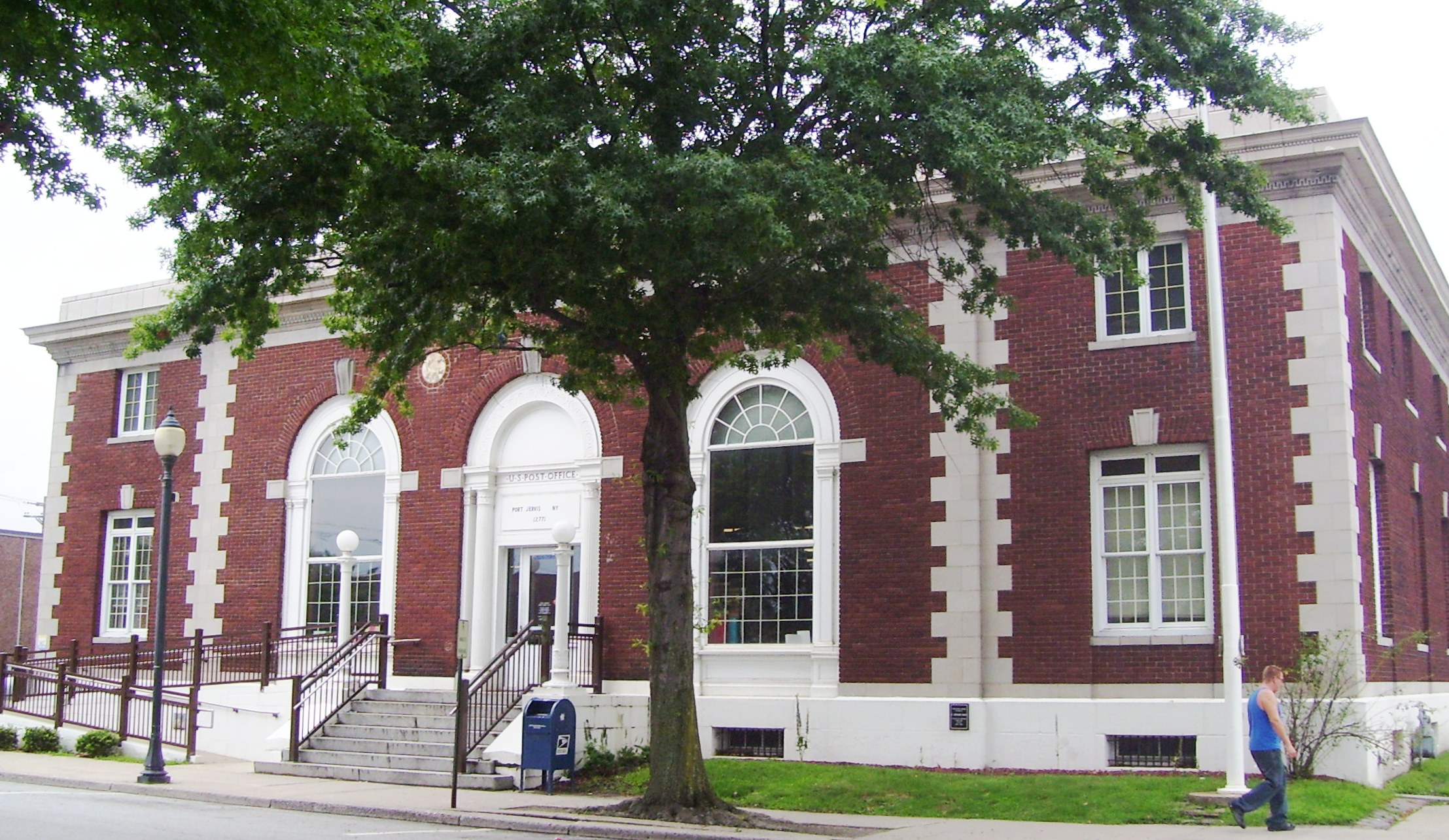
E. Arthur Gray Post Office
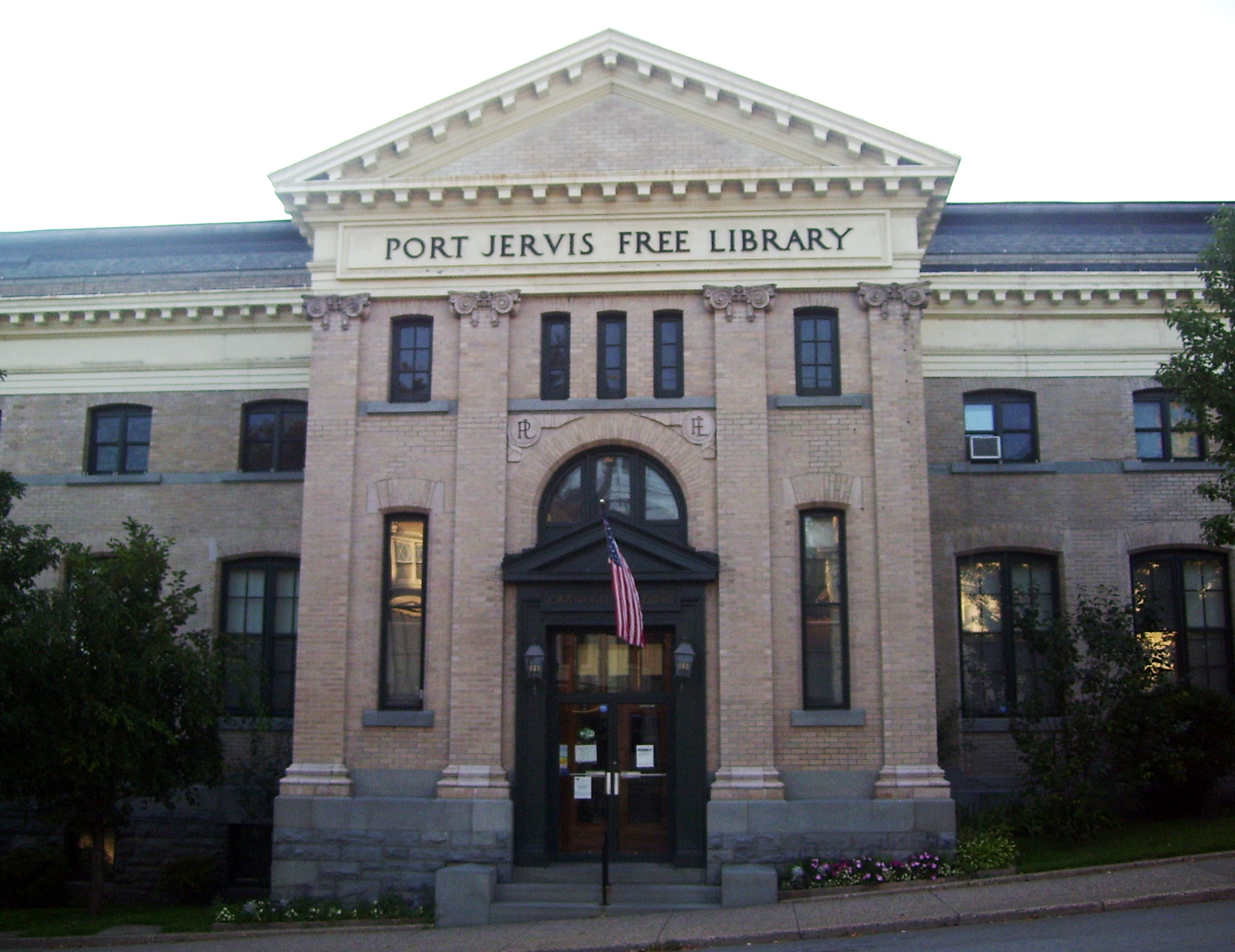
Free Library Port Jervis
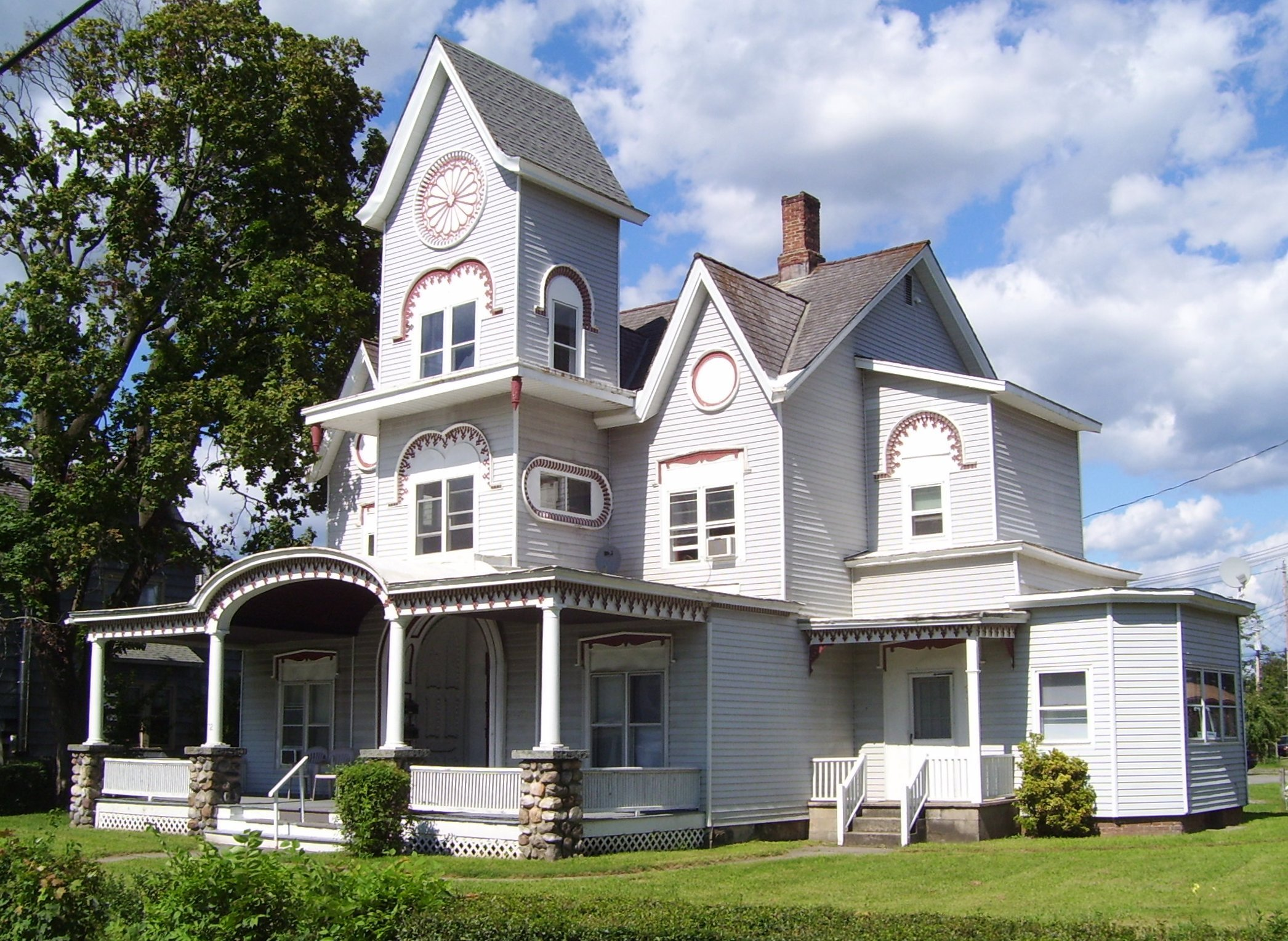
Haus im viktorianischen Stil
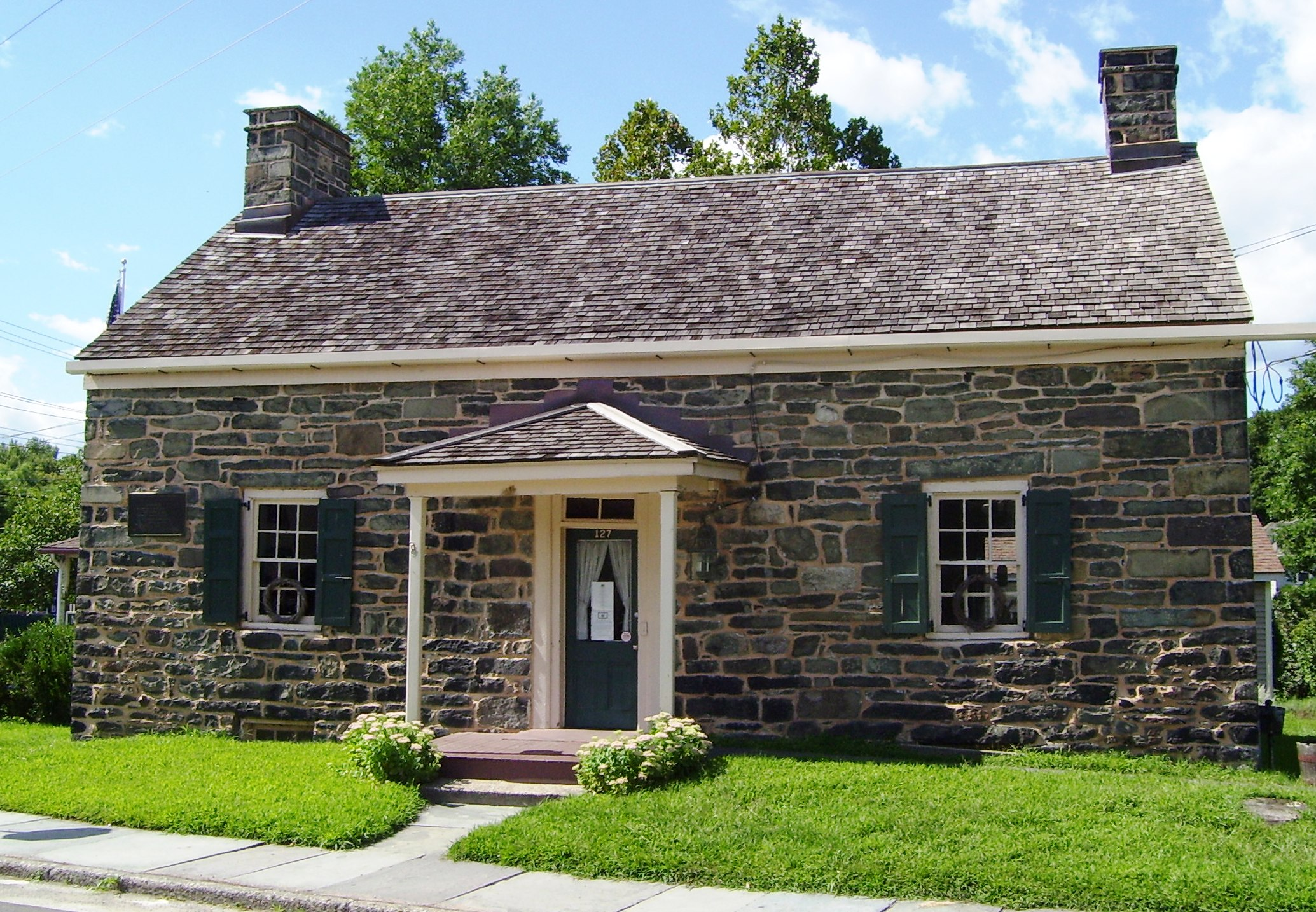
Ältestes Haus der Stadt